# 갈매기 (1948년 영화)
"갈매기"는 한국에서 제작된 이규환 감독의 1948년 드라마 영화이다. 조미령 등이 주연으로 출연하였고 강영구 등이 제작에 참여하였다.

## 출연

### 주연
- 조미령
- 박학
- 김동규
- 이재현

## 기타
- 조명: 김성춘
- 녹음: 최칠복
- 미술: 강성범